# Richèl Hogenkamp
Richèl Hogenkamp (16 de abril de 1992) es una jugadora de tenis profesional neerlandesa. Su ranking más alto en sencillos es 94, que logró el 24 de julio de 2017. Y en dobles fue la 147, donde llegó el 27 de agosto de 2012. La mayor victoria de su carrera llegó en el Torneo de Bad Gastein de 2012, donde derrotó a la cabeza de serie y número 27 del mundo Julia Görges.

## Títulos ITF

### Individuales (13)
| Legend               |
| -------------------- |
| $100,000 tournaments |
| $80,000 tournaments  |
| $75,000 tournaments  |
| $50,000 tournaments  |
| $25,000 tournaments  |
| $15,000 tournaments  |
| $10,000 tournaments  |

| títulos por superficie |
| ---------------------- |
| Hard (5)               |
| Clay (8)               |
| Grass (0)              |
| Carpet (0)             |

| N.º | Date                     | Tournament               | Surface  | Opponent               | Score         |
| --- | ------------------------ | ------------------------ | -------- | ---------------------- | ------------- |
| 1.  | 21 de junio de 2009      | Alkmaar, Netherlands     | Clay     | Bianca Botto           | 7–6(7–5), 6–3 |
| 2.  | 9 de agosto de 2009      | Rebecq, Belgium          | Clay     | Constance Sibille      | 4–6, 6–3, 6–4 |
| 3.  | 30 de agosto de 2009     | Enschede, Netherlands    | Clay     | Angelique van der Meet | 6–0, 6–3      |
| 4.  | 1 de agosto de 2010      | Almaty, Kazajistán       | Hard     | Sofia Shapatava        | 6–2, 6–3      |
| 5.  | 22 de enero de 2012      | Sutton, Great Britain    | Hard     | Amy Bowtell            | 6–3, 6–2      |
| 6.  | 2 de noviembre de 2012   | Estambul, Turquía        | Hard (i) | Çağla Büyükakçay       | 6–4, 6–3      |
| 7.  | 5 de agosto de 2013      | Koksijde, Belgium        | Clay     | Irena Pavlovic         | 6–4, 6–1      |
| 8.  | 28 de septiembre de 2014 | Clermont-Ferrand, France | Hard (i) | Julie Coin             | 6–1, 6–3      |
| 9.  | 14 de agosto de 2016     | Koksijde, Belgium        | Clay     | Océane Dodin           | 6–3, 4–6, 6–3 |
| 10. | 1 de octubre de 2016     | Clermont-Ferrand, France | Hard (i) | Jasmine Paolini        | 6–4, 6–2      |
| 11. | 30 de abril de 2017      | Tunis, Tunisia           | Clay     | Lina Gjorcheska        | 7–5, 6–4      |
| 12. | 21 de mayo de 2017       | Saint-Gaudens, France    | Clay     | Kristie Ahn            | 6–2, 6–4      |
| 13. | 29 de julio de 2018      | Prague, Czech Republic   | Clay     | Martina Di Giuseppe    | 6–4, 6–2      |

### Dobles (11)
| Legend               |
| -------------------- |
| $100,000 tournaments |
| $75,000 tournaments  |
| $50,000 tournaments  |
| $25,000 tournaments  |
| $15,000 tournaments  |
| $10,000 tournaments  |

| títulos por superficie |
| ---------------------- |
| Hard (3)               |
| Clay (8)               |
| Grass (0)              |
| Carpet (0)             |

| N.º | Date                     | Tournament                 | Surface  | Partner              | Opponents                                | Score                |
| --- | ------------------------ | -------------------------- | -------- | -------------------- | ---------------------------------------- | -------------------- |
| 1.  | 8 de junio de 2009       | Apeldoorn, Netherlands     | Clay     | Nicolette van Uitert | Neda Kozić Bibiane Schoofs               | 6–3, 6–7(11–9), 10–8 |
| 2.  | 12 de julio de 2010      | Zwevegem, Belgium          | Clay     | Valeria Savinykh     | Irina Khromacheva Maryna Zanevska        | 6–3, 3–6, 7–5        |
| 3.  | 27 de septiembre de 2010 | Helsinki, Finland          | Hard (i) | Kiki Bertens         | Yuliya Beygelzimer Kristina Mladenovic   | 6–3, 7–5             |
| 4.  | 25 de julio de 2011      | Cáceres, España            | Hard     | Maria João Koehler   | Victoria Larrière Irena Pavlovic         | 6–4, 6–4             |
| 5.  | 7 de noviembre de 2011   | Benicarló, España          | Clay     | Inés Ferrer Suárez   | Ekaterina Ivanova Aleksandrina Naydenova | 7–6(8–6), 6–4        |
| 6.  | 12 de diciembre de 2011  | Santiago, Chile            | Clay     | Inés Ferrer Suárez   | Mailen Auroux María Irigoyen             | 6–4, 3–6, [10–5]     |
| 7.  | 29 de julio de 2012      | Olomouc, Czech Republic    | Clay     | Inés Ferrer Suárez   | Yuliya Beygelzimer Renata Voráčová       | 6–2, 7–6(7–4)        |
| 8.  | 9 de agosto de 2014      | Koksijde, Belgium          | Clay     | Ysaline Bonaventure  | Bernarda Pera Demi Schuurs               | 6–4, 6–4             |
| 9.  | 15 de septiembre de 2014 | Shrewsbury, United Kingdom | Hard (i) | Lesley Kerkhove      | Nicola Geuer Viktorija Golubic           | 2–6, 7–5, [10–8]     |
| 10. | 27 de julio de 2015      | Sobota, Poland             | Clay     | Kiki Bertens         | Cornelia Lister Jeļena Ostapenko         | 7–6(7–2), 6–4        |
| 11. | 30 de julio de 2016      | Horb am Neckar, Germany    | Clay     | Lesley Kerkhove      | Anita Husarić Oleksandra Korashvili      | 6–1, 7–6(7–2)        |

## Vida personal
Tiene una relación la futbolista neerlandesa Daphne van Kruistum.